# Glen Campbell: I'll Be Me
Glen Campbell: I'll Be Me är en amerikansk dokumentärfilm från 2014 om countrymusikern Glen Campbell, regisserad och producerad av James Keach. Låtens ledmotiv "I'm Not Gonna Miss You", som också medverkar på filmens officiella soundtrack, blev nominerad till en Oscar för bästa sång vid Oscarsgalan 2015.

## Historia
Regissören James Keach följde Campbell under hans avskedsturné. Filmen handlar till störst del om Campbells kamp mot Alzheimers sjukdom. Ett Los Angeles-baserat produktionsbolag stämde Campbell i samband med filmens inspelning då de ansåg att han brutit en överenskommelse om att han skulle spela in en dokumentär med dem.

## Soundtrack
I samband med att filmens premiär utgavs filmens soundtrack i EP-format, innehållande 5 låtar. En av låtarna, "I'm Not Gonna Miss You", är Campbells sista studioinspelning. Tim McGraw framförde "I'm Not Gonna Miss You" under Oscarsgalan 2015, där låten var nominerad till en Oscar för bästa sång. Kategorin vanns dock av låten "Glory" från filmen Selma.

### Låtlista
| 1.           | I'm Not Gonna Miss You                       | Glen Campbell, Julian Raymond | Glen Campbell   | 2:58  |
| 2.           | Gentle on My Mind                            | John Hartford                 | The Band Perry  | 3:11  |
| 3.           | Home Again                                   | Jesse Hodges, Larry Rintye    | Ashley Campbell | 2:54  |
| 4.           | Wichita Lineman (Live från Ryman Auditorium) | Jimmy Webb                    | Glen Campbell   | 4:11  |
| 5.           | A Better Place (Live from Ryman Auditorium)  | Glen Campbell, Julian Raymond | Glen Campbell   | 2:38  |
| Total längd: | Total längd:                                 | Total längd:                  | Total längd:    | 15:52 |

Ett fullskaligt soundtrack innehållande 10 låtar utgavs den 17 februari 2015.
| 1.           | I'm Not Gonna Miss You                       | Glen Campbell, Julian Raymond | Glen Campbell and the Wrecking Crew | 2:58  |
| 2.           | Gentle on My Mind                            | John Hartford                 | The Band Perry                      | 3:40  |
| 3.           | Remembering                                  | Jesse Hodges, Larry Rintye    | Ashley Campbell                     | 3:58  |
| 4.           | All I Need Is You                            | Glen Campbell, Julian Raymond | Glen Campbell                       | 4:00  |
| 5.           | The Long Walk Home                           | Glen Campbell, Julian Raymond | Glen Campbell                       | 2:20  |
| 6.           | Wichita Lineman (Live från Ryman Auditorium) | Jimmy Webb                    | Glen Campbell                       | 4:11  |
| 7.           | A Better Place (Live från Ryman Auditorium)  | Glen Campbell, Julian Raymond | Glen Campbell                       | 2:38  |
| 8.           | Gentle on My Mind (Singelversion)            | John Hartford                 | The Band Perry                      | 3:11  |
| 9.           | Home Again                                   | Jesse Hodges, Larry Rintye    | Ashley Campbell                     | 2:54  |
| 10.          | I'm Not Gonna Miss You (Single Version)      | Glen Campbell, Julian Raymond | Glen Campbell                       | 2:58  |
| Total längd: | Total längd:                                 | Total längd:                  | Total längd:                        | 31:38 |